# Al-Shindagha
Al-Shindagha, talora trascritto Al Shindagah, Al Shindagha, Al Shindaga o Al Shandaga, è un quartiere di Dubai. Si trova nella regione di Bur Dubai, lungo il tratto finale del Dubai Creek.